# Scriptania demerodes
Scriptania demerodes là một loài bướm đêm trong họ Noctuidae.